# Коаліція з протидії дискримінації в Україні
Коаліція з протидії дискримінації в Україні (КПД) — всеукраїнська недержавна громадська правозахисна ініціатива інституцій громадянського суспільства та індивідуальних експертів, метою якої є всебічна, комплексна та системна адвокація прав, інтересів і потреб представників усіх соціальних груп, які потребують піклування та захисту.

## Історія та діяльність
Заснована у 2011 році підписантами меморандуму учасників Коаліції з протидії дискримінації в Україні. Налічує більше ніж 50 організацій та більше десяти експертів з протидії дискримінації.
Відома проведенням просвітницьких кампаній і заходів, спрямованих на популяризацію та удосконалення антидискримінаційного законодавства, захист рівноправ'я жінок, інвалідів, біженців, мігрантів, меншин, ЛГБТ. Надає правову підтримку у судових справах, які мають стратегічне значення для подолання дискримінації. Щорічно присуджує порушникам прав людини антипремію «Дискримінатор року».

## Співробітництво
- Рада Європи
- Європейський Союз
- Міжнародний фонд «Відродження»